# Ximena Puente de la Mora
Ximena Puente de la Mora (Colima, Colima; 12 de marzo de 1977) es una abogada, académica e investigadora mexicana. El 15 de mayo de 2014, asumió las funciones de comisionada  presidenta del Instituto Federal de Acceso a la Información y Protección de Datos (IFAI) para el período 2014 - 2017; institución que, luego de la entrada en vigor de la Ley General de Transparencia y Acceso a la Información Pública (LGTAIP) se convirtió en el Instituto Nacional de Transparencia, Acceso a la Información y Protección de Datos Personales (INAI).
Es licenciada en derecho por la Universidad de Colima; maestra en ciencias jurídicas por la Universidad de Navarra, España, y doctora en derecho por la Universidad de Guadalajara.
Hija de maestros; su formación inicial la desarrolló en la Escuela Primaria Pública, Gregorio Torres Quintero. Posteriormente, estudió en la Escuela Secundaria Federal, Enrique Corona Morfín, en Colima, Col. 
Ximena Puente, siempre se destacó, además, por desarrollar actividades relacionadas al arte, específicante, en la danza. Durante años, a la par de sus estudios, formó parte de una compañía artística de danza folclórica y contemporánea, que la llevó a realizar giras dentro y fuera de México.

## Formación Académica
Ximena empezó sus estudios profesionales en el año  de 1995 en la Facultad de Derecho de la Universidad de Colima para obtener el título como Licenciada en Derecho, el cual obtuvo en el año 2000 con mención honorífica de cum laude. Después de obtener su título, Ximena se trasladó a Pamplona, España, donde estaría por dos años en la Universidad de Navarra para obtener su maestría en Ciencias Jurídicas, también con mención cum laude. Ximena, regresaría a México en los años siguientes, para así, en el año de 2004, comenzar  a trabajar en su tesis titulada, “Las nuevas tecnologías de información y el derecho a la protección de datos personales: Estudio comparado de su tutela jurídica actual en México, Estados Unidos de Norteamérica y España a la luz del nuevo orden internacional”, para la Universidad de Guadalajara, donde dedicaría cuatro años de su vida; en el 2008, recibió su título de doctorado en derecho. Ximena, forma parte del  Sistema Nacional de Investigadores desde el 2008, con Nivel 1.

## Experiencia profesional
Su trayectoria profesional empieza en el año de 1997, dentro del Bufete Jurídico Lic. Carlos Garibay Paniagua,  donde estaría durante un año. En el año de 1998 ingresaría a trabajar en el Supremo Tribunal de Justicia, en la Segunda Sala Penal y después en la Procuraduría Federal del Consumidor, Delegación Colima, como asesora jurídica del departamento de verificación y vigilancia, donde estaría hasta el año de 1999. Durante los próximos años Ximena trabajaría dentro de la iniciativa privada.
En el año 2011 fue elegida al puesto de comisionada  de la Comisión para el Acceso a la Información  Pública del Estado de Colima (CAIPEC), cargo que ejercería hasta 2014. El 1 de enero de 2014 el CAIPEC cambiaría a Instituto de Transparencia (INFOCOL) debido al cambio de ley, donde, a partir del 7 de enero de ese mismo año, empezaría su período como consejera presidenta por dos años. El 14 de mayo de 2014 fue nombrada comisionada del Instituto Federal de Acceso a la Información y Protección de Datos (IFAI). Al día siguiente, los siete comisionados, eligieron por unanimidad a Ximena Puente de la Mora, como comisionada presidenta para el período 2014-2017.
Entre sus principales logros profesionales se destaca como fundadora y presidenta del Sistema Nacional de Transparencia y fundadora del Sistema Nacional Anticorrupción; presidenta de la Red Iberoamericana de Protección de Datos; miembro del Secretariado Técnico Tripartita de la Alianza para el Gobierno Abierto; ha participado en más de 90 congresos nacionales e internacionales; miembro del Consejo Académico Internacional de la Revista Latinoamericana de Protección de Datos Personales; integrante del Comité Directivo de la Alianza Global para la Auditoría Social del Banco Mundial, y miembro de la Alianza Global para la Responsabilidad Social del Banco Mundial.
Desde el 1 de septiembre de 2018, Ximena Puente, es diputada federal de la LXIV Legislatura en la Cámara de Diputados del Congreso de la Unión.

## Experiencia académica
Se ha desempeñado como docente en el Instituto Universitario de Investigaciones Jurídicas; como profesora asociada de la Facultad de Derecho de la Universidad de Colima; profesora e investigadora de tiempo completo de la Facultad de Derecho de la Universidad de Colima, y coordinadora de la maestría en Administración de Justicia.

## Publicaciones
Autora de más de 40 publicaciones nacionales e internacionales relacionadas con derechos humanos, transparencia, acceso a la información, tecnologías y protección de datos personales, en libros de su autoría, en coautoiría con otros investigadores, así como, a través de colaboraciones en revistas especializadas. Siendo los más recientes:

### Libros
- Protección de Datos Personales como medio de Prevención del Delito, Séptimo Ideario de Transparencia, Instituto de Transparencia y Acceso a la Información Pública de Quintana Roo, 2011.

- "Los Medios Electrónicos y El Derecho Procesal”, Universidad de Colima, Colima, 2011.

### Libros en colaboración
- “Derecho de Acceso a la Información Pública y proceso electoral en la Sociedad Mexicana: consideraciones para su coexistencia en un Sistema Democrático”, en Patricia Reyes (Coord.), CIUDADANAS 2020 II. El Gobierno de la Información, Instituto Chileno de Derecho y Tecnologías y FIADI, Santiago de Chile, 2013, ISBN 978-956-353-304-0.

- “Problemas Actuales de la Política Criminal: protección de datos personales como medio de prevención del delito”, Carrasco Fernández Felipe (Coord.), Derecho Informático en México (Tendencias Actuales), México, Popocatépetl Editores SA de CV, 2012, ISBN 968-9184-45-8.

- “La transparencia como instrumento de ética para superar los índices de corrupción en la Administración Pública”, en Patricia Reyes (Coord.), CIUDADANAS 2020. El Gobierno de la Información, Instituto Chileno de Derecho y Tecnologías y FIADI, Santiago de Chile, 2011, ISBN 978-956-345-572-4.

- Puente de la Mora, Ximena y Solorio Pérez Oscar Javier, “Validez electrónica de los actos emitidos por medios electrónicos”, en Carrasco Fernández Felipe M (Coord.), DERECHO INFORMÁTICO EN AMÉRICA LATINA (Tendencias Actuales), Popocatépetl Editores, S.A. de C.V., México, 2011, ISBN 968-9184-92-X.

## Trayectoria en el INAI

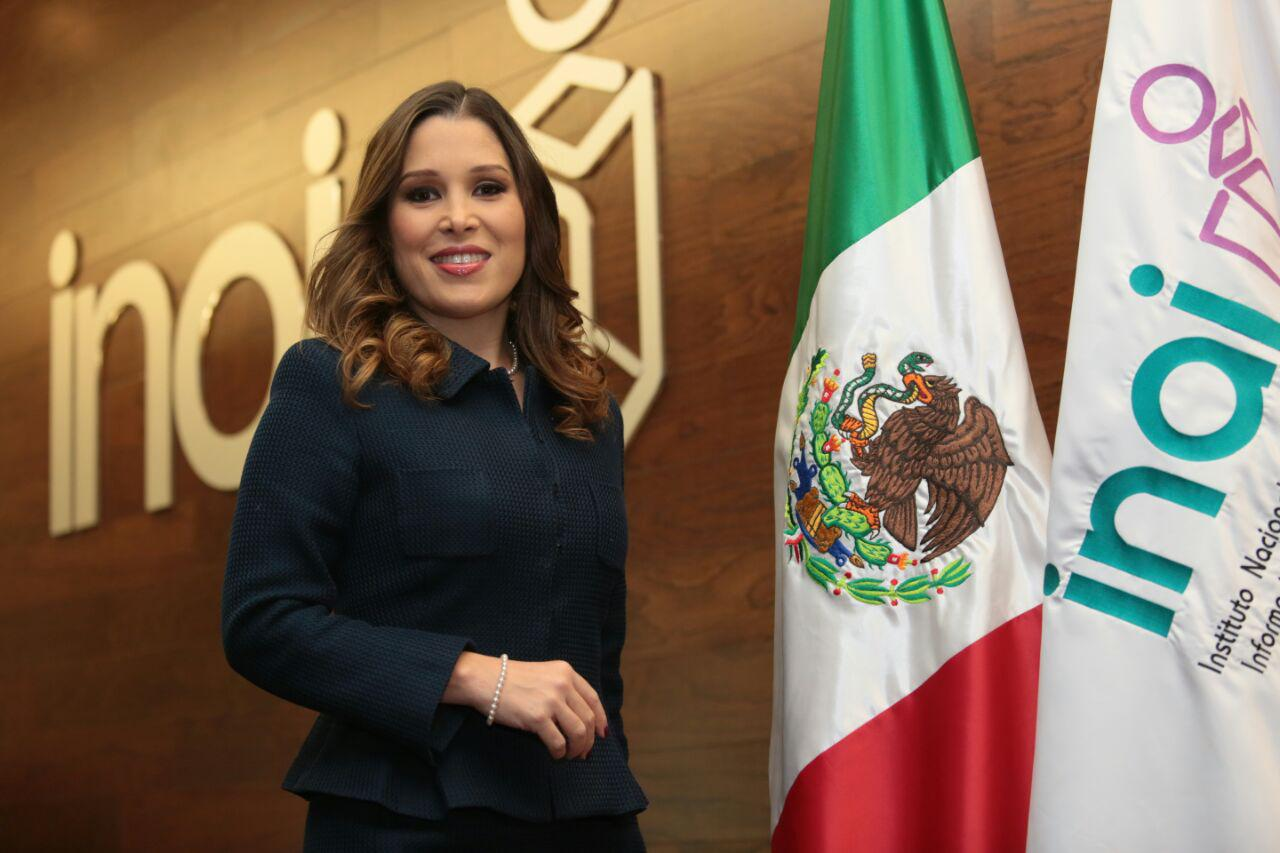
En el Instituto Nacional de Transparencia, Acceso a la Información y Protección de Datos Personales.

Fue la Dra. Ximena Puente de la Mora, quien implementó la reforma al artículo 6° constitucional, dando paso a la creación del Instituto Nacional de Acceso a la Información y a la fundación del Sistema Nacional de Transparencia, Acceso a la Información y Protección de Datos Personales; así como, al establecimiento del Sistema Nacional Anticorrupción, y a la expedición de las Leyes Generales de Transparencia, de Protección de Datos Personales y de Archivos. Con esta reforma el instituto dejó de ser un órgano descentralizado de la Administración Pública Federal para convertirse en un organismo Constitucional Autónomo, de carácter nacional, con lo que pasó de IFAI a INAI, es decir, de Instituto Federal a Instituto Nacional de Transparencia, Acceso a la Información y Protección de Datos Personales.